# Транслација (генетика)
Транслација је други корак у процесу синтезе протеина, који је уједно део свеукупног процеса испољавања гена. У транслацији информативна РНК (и-РНК) се декодира како би се произвео специфичан полипептид на основу правила које спецификује генетички код. Транслацији увек мора да претходи транскрипција. Слично транскрипцији, транслација се одвија у три фазе: 
- иницијација
- елонгација
- терминација

Својство неких антибиотика, уједно и њихова моћ, је да утичу на процес транслације тако што је или ометају, или потпуно терминују. Антибиотици који делују на овом принципу су анисомицин, циклохексимид, хлорамфеникол и тетрациклин.

## Основни механизам
Информативна РНК (и-РНК) је молекул који носи поруку, односно генетички код, то јест генетичку шифру из хромозома до рибозома. Генетичка информација коју и-РНК носи се помоћу водоничних веза идентификује и везује за тачно одређене транспортне РНК, односно т-РНК, које преносе специфичне амино киселине на растући полинуклеотидни ланац на место рибозомалне синтезе протеина. Генетичка информација се преноси у групи од три јединице, односно три нуклеотида. Свака од ових три нуклеотидних група представља једну амино киселину. Свака од три и-РНК нуклеотида се зове кодон, и њихова три комплементарна т-РНК нуклеотида се називају анти кодон. Аминоацил т-РНК синтетаза је ензим који управља везивање тачно одређених амино киселина на одговарајућу т-РНК како би се формирала аминоацил-т-РНК.

## Прокариотска транслација
Прокариоте немају нуклеус, тако да се транслација иРНК врши у исто време док траје и транскрипција. Због ове истовремене активности, каже се да је транслација полирибозомална, јер је више од један рибозом активан.

### Иницијација
Иницијација транслације захтева присуство мале рибозомалне јединице која се везује за старт кодон на и-РНК, што заузврат индикује где и-РНК почиње да кодира одређени протеин. У 98% случајева овај кодон је АУГ, али алтернативни старт кодони код прокариота су чести. На пример, код бактерија старт кодон је модификована амино киселина N-формил метионин, скр. f-Мет. Код f-Мет, амино група је блокирана од стране формил групе како би се створио амид, тако да ова амино група не може да формира пептидну везу. Ово не представља проблем, јер се f-Мет налази на терминалном крају протеина. Код прокариота везивање мале рибозомалне јединице на тачно место на иРНК је могуће захваљујући постојању секвенце, познатој као Шајн-Далгарно секвенца и налази се између -8 и -13 региону РНК молекула.

### Елонгација
Велике 50S подгрупе подјединице формирају комплекс са мањим 30S подгрупама, и елонгација започиње. Новоактивирана транспортна РНК (т-РНК) улази на А регион рибозома и на основу комплементарности база се везује са и-РНК. Ензим пептидил трансфераза формира пептидну везу између суседних амино киселина. 

### Терминација
Процес елонгације траје све док рибозом не наиђе на један од три могућа стоп кодона, када се транслација терминује. Када рибозом наиђе на стоп кодон, синтеза полипетидног ланца се зауставља, и фактори који имитирају т-РНК улазе на А регион, стопирају синтезу полипетидног ланца и испуштају протеин у цитоплазму.

## Еукариотска транслација
Главни чланак: Еукариотска транслација
Код еукариота, транскрипција се одвија у нуклеусу, затим и-РНК се премешта у цитоплазму како би се транслација започела. и-РНК се сече са 5'капом и 3' поли-А-репом и онда транспортује. Иницијација је описана, док су елонгација и терминација сличне онима код прокариота.